# Bíňovce
Bíňovce és un municipi d'Eslovàquia que es troba a la regió de Trnava, a l'oest del país. El municipi fa frontera amb la regió de Bratislava. La primera menció escrita de la vila es remunta al 1330.

## Demografia
| Godina             | 1994 | 2004   | 2014   | 2024   |
| ------------------ | ---- | ------ | ------ | ------ |
| Nombre de persones | 647  | 654    | 663    | 639    |
| Diferència         |      | +1,08% | +1,37% | −3,61% |

| Godina             | 2023 | 2024 |
| ------------------ | ---- | ---- |
| Nombre de persones | 639  | 639  |
| Diferència         |      | +0%  |

## Personatges il·lustres
- Mihály Dömötör